# Bretigny-sur-Morrens
Bretigny-sur-Morrens é uma comuna da Suíça, situada no distrito de Gros-de-Vaud, no cantão de Vaud. Tem 2,88 km² de área e sua população em 2018 foi estimada em 841 habitantes.